# (143649) 2003 QQ47
(143649) 2003 QQ47 es un asteroide que forma parte de los asteroides Apolo, descubierto el 24 de agosto de 2003 por el equipo del Lincoln Near-Earth Asteroid Research desde el Laboratorio Lincoln, Socorro, Nuevo México.

## Designación y nombre
Designado provisionalmente como 2003 QQ47.

## Características orbitales
2003 QQ47 está situado a una distancia media del Sol de 1,085 ua, pudiendo alejarse hasta 1,288 ua y acercarse hasta 0,882 ua. Su excentricidad es 0,187 y la inclinación orbital 62,102 grados. Emplea 413,00 días en completar una órbita alrededor del Sol.
Los próximos acercamientos a la órbita terrestre ocurrirán el 10 de septiembre de 2029, el 30 de septiembre de 2030 y el 19 de marzo de 2031.

## Características físicas
La magnitud absoluta de 2003 QQ47 es 17,39.